# Streptomyces gardneri
Streptomyces gardneri  — вид грам-позитивних бактерій роду стрептоміцети. У деякій літературі зустрічаються інші назви — лат. Proactinomyces gardneri або лат. Proactinomyces gardneri. Середовищем існування є ґрунт. У лабораторних умовах колонії лат. Streptomyces gardneri ростуть повільно (більше тижня), мають округлу форму, з валиком, профіль кратероподібний. Міцелій білого кольору, слабко виражений.
У медичній галузі штами лат. Streptomyces gardneri застосовуються для виробництва антибіотиків англ. thiopeptide A, proactinomycin A, proactinomycin B, proactinomycin C.